# Ezra Levant
Pour les articles homonymes, voir Levant.
Ezra Isaac Levant est un avocat, militant de droite et chroniqueur canadien né en 1972 à Calgary. Fondateur et propriétaire de Rebel News, un site web d’information d'extrême droite,, et fondateur et ancien éditeur en chef du Western Standard, il est également l'auteur de livres sur la politique des libertés et d'ouvrages traitant d'économie.

## Jeunesse et éducation
L'arrière-grand-père d'Ezra Levant émigre de la Russie au Canada en 1903 et devient fermier près de Drumheller dans la province de l'Alberta. Son petit-fils grandit dans une banlieue de Calgary et fréquente une école primaire juive avant d'entrer dans une école secondaire publique. Il obtient un baccalauréat de commerce de l'Université de Calgary et un diplôme en droit de l'Université de l'Alberta.
Adolescent, Ezra Levant découvre le Parti réformiste du Canada qu'il rejoint dès l'université. En 1992, alors à l'université de Calgary, son équipe gagne dans la catégorie « Meilleur Débat » lors d'une compétition inter-universitaire de l'Université Queen's.
En 1994, Ezra Levant est cité dans un article du Globe and Mail sur les jeunes conservateurs après avoir accusé l'Université de l'Alberta de racisme pour avoir institué un programme favorisant l'embauche de professeurs féminins et autochtones. Son geste indigne les féministes, les étudiants autochtones en droit, et un bon nombre de professeurs ; il est appelé à rencontrer le vice-doyen qui lui rappelle le « code de conduite non-académique » de l'université et les lois contre la diffamation. Un peu plus tard, en qualité de président du Comité des orateurs de l'université, Ezra Levant organise un débat entre Doug Christie - un avocat connu pour la défense des négationnistes de l'holocauste et des criminels de guerre nazis - et Thomas Kuttner, un avocat juif de la Commission des droits de l'homme du Nouveau-Brunswick.
Ezra Levant se forge une réputation de conservateur de premier ordre au sein de l'université. Il est invité à écrire une chronique pour le Edmonton Journal et est interviewé à la télévision. Il passe l'été 1994 à Washington, D.C., dans un stage organisé par une organisation libertarienne, la Charles G. Koch Charitable Foundation. En 1995, Ezra Levant travaille pour l'Institut Fraser tout en écrivant Youthquake, qui défend les bienfaits d'un « petit gouvernement », et notamment la privatisation du régime de pensions du Canada. Ezra Levant apparente « Youthquake » (le terme qu'il utilise pour décrire ce qu'il définit comme étant un mouvement de jeunesse conservatrice), au mouvement des droits civiques des années 1960, à ceci près qu’au lieu d'être asservie par le racisme, sa génération est « asservie par la dette », et pour se libérer, la société se doit de démanteler des éléments comme les syndicats, le salaire minimum, les soins de santé universels, les prêts et bourses et le régime de pensions public.

## Engagement politique

### Position sur le Québec
Lors du référendum de 1995 sur la souveraineté du Québec Ezra Levant prend parti pour le Séparatisme québécois et le vote « oui », dans un article du Calgary Sun intitulé « 10 Reasons to Hope for a Yes Victory » (« 10 raisons d'espérer une victoire du oui »). Il pense notamment que le départ du Québec de la confédération mènerait à l'élimination du bilinguisme officiel et du multiculturalisme, que le gouvernement du Canada pourrait dire non avec fermeté aux autres groupes revendicateurs (Premières Nations, environnementalistes), et que la séparation mettrait fin à la corruption au Parlement, que Levant attribue alors aux politiciens québécois en place. Selon lui cette victoire du « Oui » ouvrirait également la voie pour le poste de Premier ministre à Preston Manning (chef du parti réformiste).
L'année suivante, en 1996, Levant écrit que si les libéraux fédéraux sont réélus, l'Alberta pourrait se séparer du Canada, rendant la province : « Libérée des demandes de Québec ».

### Pour une droite unie
En 1996, Ezra Levant travaille avec David Frum pour organiser la conférence « Winds of Change » à Calgary, dans le but d'encourager le Parti réformiste et le Parti progressiste-conservateur à joindre leurs forces au sein d'un parti de droite apte à défaire le parti libéral lors de l'élection fédérale de 1997. Malgré un échec, cette conférence ouvre la voie à de futures tentatives, qui aboutiront finalement à la création du Parti conservateur en 2003. Auparavant, en 1999, Ezra Levant aura soutenu une initiative de Preston Manning, la « United Alternative », en vue d'unir une nouvelle fois encore les forces conservatrices du pays ; un an plus tard en 2000 précisément, il sera l'un des leaders du mouvement qui mettront sur pied l'Alliance canadienne, contribuant ainsi à élargir l'assise du parti conservateur.

### Un assistant parlementaire et un organisateur politique
Ezra Levant est un organisateur politique actif au sein du Parti réformiste ; il soutient avec succès les tentatives de Rahim Jaffer et de Rob Anders pour gagner les nominations du parti. En 1997, il se rend à Ottawa et devient l'assistant parlementaire de Preston Manning. Il prend en charge la « Périodes de questions ».
En 1999, il quitte Ottawa pour rejoindre le comité de rédaction du National Post à Toronto,.
En février 2001, Ezra Levant retourne à Ottawa comme directeur des communications pour Stockwell Day, de l'Alliance canadienne. Au mois de mai de la même année, il présente sa démission après avoir envoyé au National Post une lettre adressée au député dissident Chuck Strahl, dans laquelle il menace de le poursuivre pour avoir critiqué son administration,,.

### Candidature à la députation et démission
En 2001, Ezra Levant retourne à Calgary pour exercer son métier d'avocat. Au mois de février 2002, il obtient l'investiture de l'Alliance canadienne pour la circonscription de Calgary-Sud-Ouest. Il se retire cependant faute de réel soutien populaire et pour que Stephen Harper puisse se présenter pour l'élection partielle de 2002. Au début de cette élection, Ezra Levant a dit avoir dépensé 150 000 $ pour son éventuel succès, et a, dans un premier temps, annoncé, le 28 mars, qu'il ne se retirerait pas au bénéfice de Stephen Harper,. Plus tard, pourtant, il abdique face à la pression de son parti et à des accusations selon lesquelles il placerait ses intérêts personnels avant ceux du parti. Il rejettera ces accusations[réf. nécessaire].

### Éditeur et chroniqueur
En 2004, Ezra Levant fonde le Western Standard, un magazine qui a pour sujets principaux l'Ouest canadien, le conservatisme et le libertarianisme. En octobre 2007, le magazine ne sort plus en format papier, et devient un magazine en ligne. Plus tard, Ezra Levant vend ce qui reste de la publication à Matthew Johnson.
De 1997 à 2007, Ezra Levant écrit une chronique épisodique pour le Calgary Sun. Il continue à écrire occasionnellement pour le National Post.
En 2010, il rejoint Sun Media comme chroniqueur et il candidate pour un poste au sein de la future chaîne de télévision Sun TV News.

### La controverse autour des « Caricatures de Mahomet »
En février 2006, le Western Standard re-publie les caricatures de Mahomet parues dans le Jyllands-Posten, un quotidien danois. Syed Soharwardy, du Conseil suprême islamique du Canada et le Conseil des communautés musulmanes d'Edmonton portent plainte auprès de la Commission des droits de la personne de l'Alberta et une audience est fixée pour le mois de janvier 2008. Le jour de l'audience, Ezra Levant publie de nouveau les caricatures sur son site. À sa demande et celle de ses avocats, il est autorisé à enregistrer son interview avec Shirlene McGovern, une enquêtrice des droits de la personne auprès de la Commission. Par la suite, il dépose la vidéo sur YouTube. La vidéo reste plusieurs jours au sein du top 10 des vidéos les plus vues. La plainte de Soharwardy est finalement retirée et une plainte déposée à la police de Calgary reste sans suite. Une plainte identique par le Conseil musulman d'Edmonton est rejetée par la Commission le 5 août 2008.

## Positions contre la Commission albertaine des droits de l'homme
Ezra Levant critique violemment la Commission albertaine des droits de l'homme, particulièrement pour ce qui a trait au révérend Stephen Boissoin, condamné à payer 7 000$ d'amende et interdit d'intervenir publiquement sur la question des gays et lesbiennes, en mai 2008. L'affaire commence par une lettre publiée dans le Red Deer Advocate en 2002 dans laquelle Stephen Boissoin attaque « l'agenda homosexuel ». En juin 2008, Levant publie de nouveau la lettre sur son blog. Lorsque la Commission rejette la plainte, Levant accuse celle-ci de discrimination religieuse, alléguant que « 100 % des cibles de la Commission sont blanches, chrétiennes ou conservatrices » et qu'il trouve ridicule qu'« il soit légal pour un juif comme moi de publier [la lettre de Boissoin] mais illégal pour un chrétien comme le révérend Boissoin de la publier ».

### Critiques et soutiens
Les soutiens d'Ezra Levant contre la Commission incluent les libertariens, les promoteurs de la liberté d'expression, les catholiques conservateurs, et l'association canadienne pour les libertés civiles - qui ont tous appelé à la réforme des commissions canadiennes. Ezra Levant paraît également à l'émission du populaire commentateur ultra-conservateur américain Glenn Beck sur la chaîne Fox News, où il critique la Commission.
Ezra Levant a également exprimé son appui à la décision en 2009 du gouvernement canadien d'invoquer les clauses de persona non grata en refusant l'entrée au pays de George Galloway, un député britannique connu pour ses propos anti-israéliens et son soutien au Hamas, organisation considérée comme terroriste au Canada. Alors que les partisans de la liberté d'expression protestent contre cette décision, Ezra Levant la décrit, lui, comme une « affaire d'immigration ».

## Cas de diffamations
En 1988, Ezra Levant rédigeait une lettre de levée de fonds pour le Parti réformiste dans laquelle il critiquait le sénateur Ron Ghitter du Parti progressiste-conservateur de l'Alberta. Ghitter le poursuit alors pour diffamation ; en 2000, le député Rob Anders de l'Alliance canadienne et Ezra Levant admettent leurs torts et s'excusent formellement,.
Selon les termes de Ezra Levant, après que les poursuites contre lui devant la Commission des droits de la personne furent rejetées, « les membres les plus agressifs de l'industrie des droits de l'homme procédèrent à [le] punir en déposant plus de 20 plaintes et 5 poursuites en diffamation contre [lui]. (...) l'objectif de toutes ces procédures est de [l]'enterrer dans une avalanche de paperasse, pour [le] faire taire. À longue échéance, ça ne marchera pas ».
La Law Society of Alberta a considéré qu'Ezra Levant violait certaines règles de conduite professionnelle et lui ordonna de procéder à une révision de sa conduite ; après son application, les charges retenues furent abandonnées
En vertu de l'une de ces poursuites, Levant est cependant sommé de payer 25 000$ à Giacomo Vigna, un avocat de la Commission des droits de la personne du Canada, pour l'avoir insulté avec une « indifférence téméraire ». Le juge Robert Smith écrit alors dans son arrêt que Levant « a parlé dans un mépris total de la vérité et avec le but de discréditer les Commissions de droits de la personne à travers le Canada, ce qui rend ses commentaires malicieux dans ce sens » et il lui ordonne d'enlever ces propos de son blog
L'avocat Richard Warman poursuit Ezra Levant et plusieurs autres blogueurs conservateurs pour diffamation à la suite de propos tenus par Ezra Levant sur Free Dominion. Ezra Levant rejette la validité de cette poursuite, la qualifiant de « nuisance ».
En 2009, Ezra Levant est poursuivi par Warren Kinsella pour 5 millions de dollars pour diffamation. L'intéressé qualifie cette poursuite de « risible ».

### Démêlés avec George Soros
En septembre 2010, Ezra Levant écrit un article pour Sun Media, accusant le milliardaire George Soros de financer avaaz.org, un lobby de gauche faisant pression afin d'empêcher Sun Media de se voir remettre une licence d'exploitation pour sa chaîne d'informations Sun TV News Channel, et il attaque le milliardaire en alléguant qu'enfant, il collaborait avec les nazis. George Soros menace de poursuivre Sun Media pour diffamation, et le 18 septembre, Sun Média lui présente des excuses : « Le 5 septembre 2010, un article par Ezra Levant contenant de fausses déclarations à propos de George Soros et sa conduite en tant qu'adolescent en Hongrie occupée (...) La direction de Sun Media tient à préciser qu'il n'y avait aucune base pour les déclarations dans cet article et qu'elle n'auraient pas dû être faites. Sun Media, ce journal, et Ezra Levant retirent toutes les déclarations faites dans cet article et s'excusent sans réserve à M. Soros pour le tort causé. »

## Activités récentes
En juillet 2008, Ezra Levant est invité comme témoin devant le caucus des droits de l'homme du Congrès des États-Unis « à propos de la menace posée par l'Islam radical utilisant les mécanismes légaux occidentaux comme arme ».
De 2009 à 2010, il travaille comme lobbyiste pour Rothmans, un manufacturier et distributeur de produits du tabac
En mars 2010, il accompagne Ann Coulter, une personnalité ultra-conservatrice américaine, lors d'une tournée de conférences au Canada. Son discours à l'Université d'Ottawa est annulé à la dernière minute par ses organisateurs, en raison du danger posé par les protestataires,,.
En septembre 2010, Ezra Levant publie un livre, Ethical Oil: The case for Canada's oilsands, en faveur de l'exploitation des sables bitumineux
Le mois suivant, en octobre, il est engagé pour animer une émission sur le canal de Sun TV.

## Livres
- « Youthquake »,  (ISBN 0-8897-5167-6), 1996 (Éditions de l'Institut Fraser)
- « Fight Kyoto: The plan to protect our economy »,  (ISBN 1-5530-6546-8), 2002 (Essence Publishing)
- « The War on Fun »,  (ISBN 0-9739-5410-8), 2005 (Western Standard)
- « Shakedown: How our government is undermining democracy in the name of human rights »,  (ISBN 0-7710-4618-9), 2009 (McLelland & Steward)

- Élu meilleur livre politique canadien de ces 25 dernières années par le Writers' Trust of Canada (en).
- « Ethical Oil: The case for Canada's oilsands »,  (ISBN 0-7710-4641-3), 2010 (McLelland & Steward)